# Christoph Gottlieb von Murr
Christoph Gottlieb von Murr est un érudit allemand, né à Nuremberg en 1733, mort dans cette ville en 1811. 
Il visita successivement l’Angleterre, l’Italie, la Hollande, la France, l’Allemagne, compulsa les bibliothèques et les archives de ces divers pays, se forma ainsi par ses immenses lectures un fonds inépuisable d’observations curieuses, apprit la plupart des langues de l’Europe et de l’Orient et embrassa dans ses écrits l’universalité des sciences humaines. 
À partir de 1770, il se fixa définitivement dans sa ville natale, où il remplit les fonctions de directeur des douanes. Cet éminent érudit entra en correspondance avec les savants les plus distingués de son temps. Il devint membre des Académies de Berlin, de Gœttingue, de Munich, de Cassel, membre correspondant de l’Institut de France, etc. 
On compte de cet auteur quatre-vingt-deux ouvrages, dont cinq en français, trente en latin et le reste en allemand. 

## Œuvres
Nous citerons, parmi les plus importants : Essai sur l’histoire des tragiques grecs (Nuremberg, 1760, in-8°) ; Notices sur divers savants actuellement vivants en Angleterre et en Italie (Nuremberg, 1770) : Bibliothèque de peinture, de sculpture et de gravure (Francfort, 1770, 2 vol. in-8°) ; Journal pour l’histoire de l’art et pour la littérature (Nuremberg, 1775-1789, 17 parties in-8°) ; Monuments et antiquités d’Herculanum (Augsbourg, 1777-1782, 6 vol. in-fol.) ; Memorabilia bibliothecarum Norimbergensium et universitatis Altorfinæ (1786-1791, 3 vol. in-8°) ; Histoire des jésuites en Portugal sous l’administration du marquis de Pombal (Nuremberg, 1787-1789, 2 vol, in-8°) ; Documents pour servir à l’histoire de la guerre de Trente ans (Nuremberg, 1790) ; Sur la véritable origine des rose-croix et des francs-maçons (1803, in-8°) ; Documents pour servir à l’histoire des plus anciennes gravures (Augsbourg, 1804) ; Bibliothèque glyptographique (Dresde, 1804) ; Notices littéraires sur les prétendus faiseurs d'or (Leipzig, 1805, in-8°) ; Essai d’une histoire des juifs en Chine (Halle, 1807), etc.

## Source
« Christoph Gottlieb von Murr », dans Pierre Larousse, Grand dictionnaire universel du XIXe siècle, Paris, Administration du grand dictionnaire universel, 15 vol., 1863-1890 [détail des éditions].